# Du'erbenxin
Du'erbenxin (kinesiska: 都尔本新, 都尔本新苏木) är en socken i Kina. Den ligger i den autonoma regionen Inre Mongoliet, i den norra delen av landet, omkring 1 200 kilometer nordost om regionhuvudstaden Hohhot.
Genomsnittlig årsnederbörd är 664 millimeter. Den regnigaste månaden är juli, med i genomsnitt 232 mm nederbörd, och den torraste är januari, med 6 mm nederbörd.